# Józef Zubrzycki
Józef Kazimierz Zubrzycki (ur. 16 marca 1914 w Borysławiu, zm. 23 stycznia 2009 w Krakowie) – chorąży Polskich Sił Powietrznych, kawaler Virtuti Militari, uczestnik zrzutów zaopatrzenia do okupowanej Polski. W późniejszym okresie awansowany do stopnia podporucznika.

## Życiorys
Syn Franciszka i Julii z domu Komurek. W 1930 r. ukończył I Państwowe Gimnazjum im. Ignacego Mościckiego w Stryju i zgłosił się do odbycia służby wojskowej. Zdał egzaminy do Szkoły Podoficerów Lotnictwa dla Małoletnich w Bydgoszczy, którą ukończył w 1933 r. w specjalności mechanika. Został przydzielony do 131. eskadry myśliwskiej, następnie do 133. eskadry myśliwskiej. W lipcu 1937 r. otrzymał przydział do 162. eskadry myśliwskiej i w jej składzie służył do sierpnia 1939 r. 26 sierpnia uległ wypadkowi, podkład kolejowy spadł mu na stopę powodując rozległe obrażenia. Z uwagi na brak mechaników w eskadrze nie zdecydował się na hospitalizację i pozostał na służbie.
Jego jednostka została włączona do lotnictwa Armii „Łódź”. Po wybuchu II wojny światowej Zubrzycki objął stanowisko dowódcy czołówki technicznej, zajmował się przygotowywaniem lotnisk polowych i organizowaniem zasadzek polskich myśliwców. W trakcie walk odłączył się od swej macierzystej jednostki, udało mu się do niej powrócić 15 września w rejonie Stanisławowa. Po agresji ZSRR na Polskę przekroczył w Kutach granicę z Rumunią i został internowany. Po leczeniu został osadzony w obozie w Târgu Jiu, ale udało mu się zbiec i przez Jugosławię i Grecję 20 lutego 1940 r. dotrzeć do Francji. Został skierowany do Centrum Wyszkolenia Lotnictwa w Lyon-Bron, a następnie do Andrézieux-Bouthéon. Po upadku Francji z portu Saint-Jean-de-Luz został ewakuowany do Wielkiej Brytanii na pokładzie statku „Arandora Star”.
Zgłosił się do służby w Polskich Siłach Powietrznych, otrzymał numer służbowy RAF 792485. Został skierowany do 17 Operational Training Unit w Upwood na szkolenie w obsłudze sprzętu brytyjskiego, po jego ukończeniu 19 marca 1941 r. otrzymał przydział do dywizjonu 317 jako mechanik silnikowy. Zgłosił się ochotniczo do służby w personelu latającym i 1 stycznia 1943 r. został skierowany na kurs mechaników pokładowych, który ukończył w kwietniu. W sierpniu został przydzielony do polskiej eskadry „C” w 138 dywizjonie RAF do zadań specjalnych. Latał ze zrzutami zaopatrzenia dla ruchu oporu działającego na terenie Francji. Po powstaniu 1586 Eskadry Specjalnego Przeznaczenia został przebazowany do Afryki, a następnie do Włoch, skąd wykonywał loty do Albanii, Czechosłowacji, Grecji, Jugosławii, północnych Włoch oraz do Polski.
Pierwszy lot z zadaniem zrzutu dla podziemia wykonał w nocy z 8 na 9 sierpnia 1943 r., kiedy to w ramach operacji Tomcod 34/Roach 142 zrzucił zasobniki z zaopatrzeniem we Francji. Kolejne zadanie nad Francją wykonał w nocy z 7 na 8 października w ramach operacji Tom 17. 6 listopada został przebazowany z Wielkiej Brytanii do nowej bazy w Sidi Amar.
Swój pierwszy lot do Polski wykonał w nocy z 18 na 19 grudnia 1943 r. Samolot Handley Page Halifax JN-911 „Z" w ramach operacji Ohio 3 dokonał zrzutu materiałowy na placówkę „Rybitwa-I” 16. Pod koniec grudnia został przebazowany do nowej bazy w południowych Włoszech w Campo Casale pod Brindisi.
W nocy z 5 na 6 stycznia 1944 r. poleciał w ramach operacji Tupman 2 i Florida 10. Samolot miał dokonać zrzutu cichociemnych na placówkę „Stolnica” 106, ale nie doszło do wykonania zadania. W lutym wykonał trzy loty ze zrzutami nad północne Włochy i nad Jugosławię. W nocy z 24 na 25 lutego, w ramach operacji Weller 2 poleciał z zadaniem zrzutu skoczków na placówkę „Obraz 308”. Tu również nie doszło do wykonania zadania. Turę lotów bojowych (w jego przypadku wynoszącą 26 lotów) zakończył w nocy z 27 na 28 kwietnia, kiedy to poleciał z zadaniem zrzutu czterech cichociemnych na placówkę „Tapczan 410”. Zadania nie wykonano.
W maju został skierowany do Wielkiej Brytanii na odpoczynek i od czerwca służył jako instruktor mechaników pokładowych w 1662 Heavy Conversion Unit w Blyton. Z chwilą wybuchu powstania warszawskiego zgłosił swoją chęć powrotu do służby i trafi do dywizjonu 300. Tu rozpoczął loty bojowe w ramach swej drugiej tury operacyjnej. W czasie służby w tym dywizjonie latał z zadaniami bombardowania na cele w Duisburgu, Kleve, Dortmundzie, Pforzheim, Hanowerze, Hanau, Paderborn, Nordhausen, Plauen, Berlinie oraz Helgolandzie. Dodatkowo, w ramach operacji „Manna”, wykonał loty ze zrzutami żywności dla głodującej holenderskiej ludności cywilnej. W ramach operacji „Exodus” transportował wyzwolonych jeńców z niemieckich obozów, a w ramach operacji „Wastage” brał udział w zrzucaniu zapasów bomb lotniczych do morza. 29 września 1946 r. otrzymał przydział do dywizjonu 301. Po demobilizacji w 1947 r. zdecydował się na powrót do Polski.
Po przybyciu do Polski zamieszkał w Paczkowie, gdzie połączył się z rodziną przesiedloną z Kresów. Od 1949 do 1951 r. pracował przy budowie kombinatu metalurgicznego Nowa Huta, następnie znalazł zatrudnienie w firmach Beton-Stal i Budostal w Krakowie. W 1969 r. przeszedł na emeryturę i zaangażował się w działalność społeczną. Został członkiem Aeroklubu Krakowskiego, działał w Krakowskim Klubie Seniorów Lotnictwa oraz współpracował z Muzeum Lotnictwa Polskiego.
Zmarł 23 stycznia 2009 r. i został pochowany na cmentarzu Grębałowskim (kwatera LV, rząd III, miejsce 1).

## Ordery i odznaczenia
Za swą służbę otrzymał odznaczenia:
- Krzyż Srebrny Virtuti Militari nr 11130,
- Krzyż Walecznych – dwukrotnie,
- Brązowy Krzyż Zasługi z Mieczami,
- Medal Lotniczy – dwukrotnie,
- Polowy Znak Mechanika Pokładowego nr 14,
- Krzyż Kawalerski Orderu Odrodzenia Polski,
- Srebrny Krzyż Zasługi,
- Brązowy Krzyż Zasługi,
- Srebrny Medal „Za zasługi dla obronności kraju”,
- Brązowy Medal za Zasługi dla Obronności Kraju,
- Złoty Medal „Opiekun Miejsc Pamięci Narodowej”,
- Złota odznaka miasta Krakowa,
- Odznaka „Za Zasługi dla ZBoWiD”,
- Distinguished Flying Cross,
- 1939-45 Star,
- France and Germany Star,
- Defence Medal,
- War Medal 1939–1945.